# Jadro
Le Jadro est un cours d'eau de Croatie (Dalmatie) qui se jette dans la mer Adriatique. Son cours supérieur est protégé au sein d'une réserve naturelle par suite de la présence d'une faune endémique. L'eau y est par ailleurs de qualité. La truite à lèvres molles Salmothymus obtusirostris salonitana est une espèce endémique de la rivière qui est aujourd'hui menacée par la truite arc-en-ciel.
Le cours d'eau s'écoule dans la localité croate de Solin et alimente en eau potable les localités de Split, Kaštela et Trogir.